# Homún (kommun i Mexiko)
Homún är en kommun i Mexiko.   Den ligger i delstaten Yucatán, i den östra delen av landet, 1 000 km öster om huvudstaden Mexico City. Antalet invånare är 7 268. Arean är 193 kvadratkilometer.
Terrängen i Homún är mycket platt.
Följande samhällen finns i Homún:
- Homún
- San Isidro Ochil